# 후안 데 푸카
후안 데 푸카(스페인어: Juan de Fuca, 1536년~1602년) 본명은 이오안니스 포카스Ioánnis Fokás (Ιωάννης Φωκάς)로 그리스 이오니아 제도의 케팔로니아섬 출신의 탐험가로 스페인의 왕 펠리페 2세의 통치기에 복역을 하였다. 그는 탐험했던 밴쿠버섬과 올림픽반도 사이의 후안 데 푸카 해협의 권리를 요구한 것으로 가장 유명하다.

## 생애

### 유년기
푸카의 할아버지 엠마노우일 푸카는 1453년 콘스탄티노플이 함락되자 형제 안드로니쿠스와 함께 도망을 갔다. 처음에 둘은 펠로폰네소스반도에 정착을 했다.

## 같이 보기
- 후안 데 푸카 판
- 후안 데 푸카 해협